# Rudolf Credner

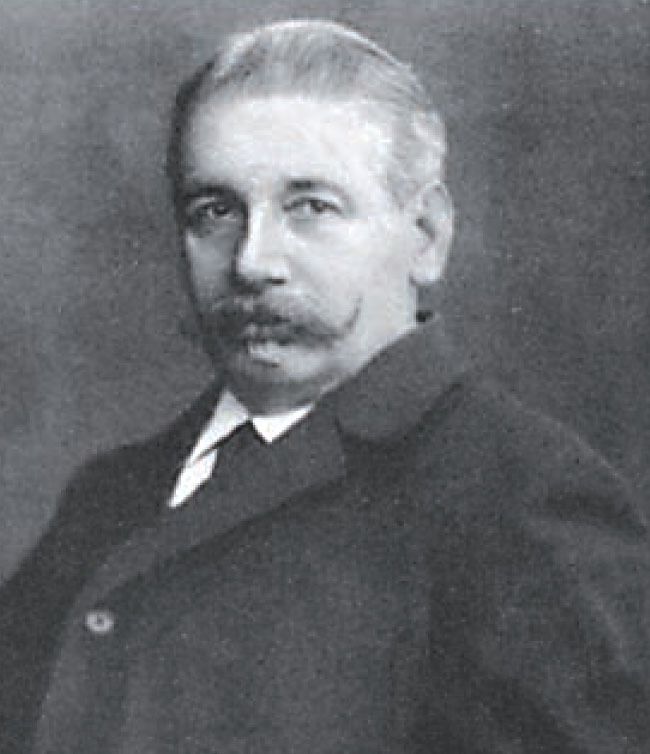
Georg Rudolf Credner

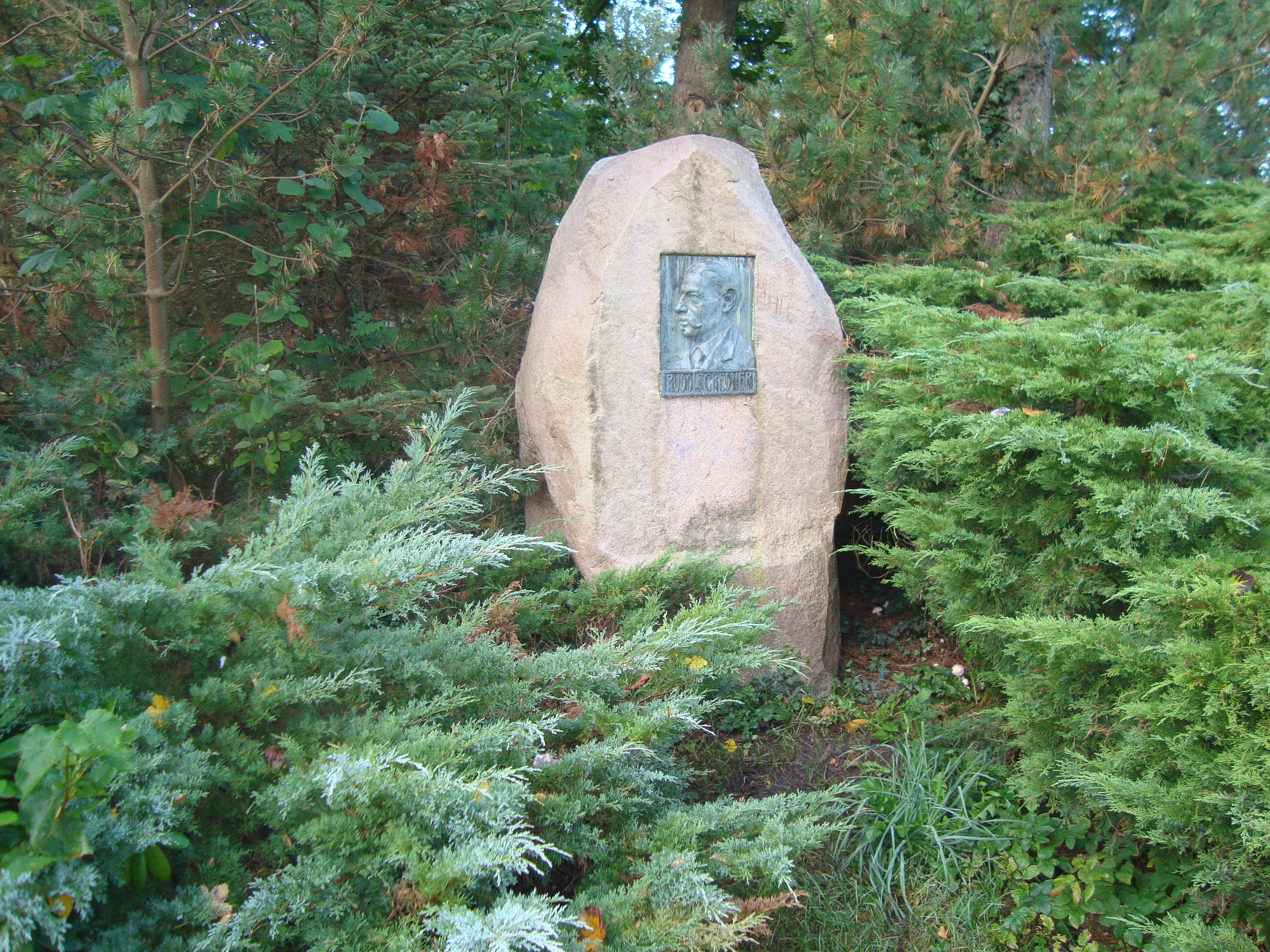
Gedenkstein für Rudolf Credner im Credner-Park in Greifswald

Georg Rudolf Credner (* 27. November 1850 in Gotha; † 6. Juni 1908 in Greifswald) war ein deutscher Geograph, Geologe und Hochschullehrer. Er begründete die Hochschulgeographie an der Universität Greifswald. Credners Hauptforschungsgebiete waren die Geomorphologie, die Hydrogeographie und die Glaziologie.

## Leben
Rudolf Credner, Sohn des Geologen Heinrich Credner (1809–1876), besuchte infolge der verschiedenen Versetzungen seines Vaters Gymnasien in Gotha, Hannover, Berlin und Halle an der Saale. Nach dem Abitur an der Latina in Halle ging er an die Bergbauschule in Clausthal. Anschließend studierte er an den Universitäten Leipzig, Göttingen und Halle. Nach der Promotion in Halle wurde er 1876 als Sektionsgeologe der Geologischen Landesanstalt des Königreiches Sachsen angestellt. 1878 erfolgte in Halle seine Habilitation in Geographie.
Credner ging 1881 als außerordentlicher Professor der Geographie an die Universität Greifswald, wo er den „Geographischen Apparat“ aufbaute. Im folgenden Jahr gründete er die Geographische Gesellschaft zu Greifswald, deren Vorsitz er bis an sein Lebensende führte und deren Jahresberichte er herausgab. Ebenfalls im Jahr 1882 wurde er zum Mitglied der Leopoldina gewählt. Er war korrespondierendes Mitglied des Thüringisch-Sächsischen Vereins für Erdkunde. 1891 wurde er in Greifswald zum ordentlichen Professor ernannt. Im Jahr 1901 war er Rektor der Universität. Credner wurde 1900 mit dem Roten Adlerorden 4. Klasse, 1905 mit dem Titel „Geheimer Regierungsrat“ und 1906 als Ehrendoktor der Medizinischen Fakultät ausgezeichnet.

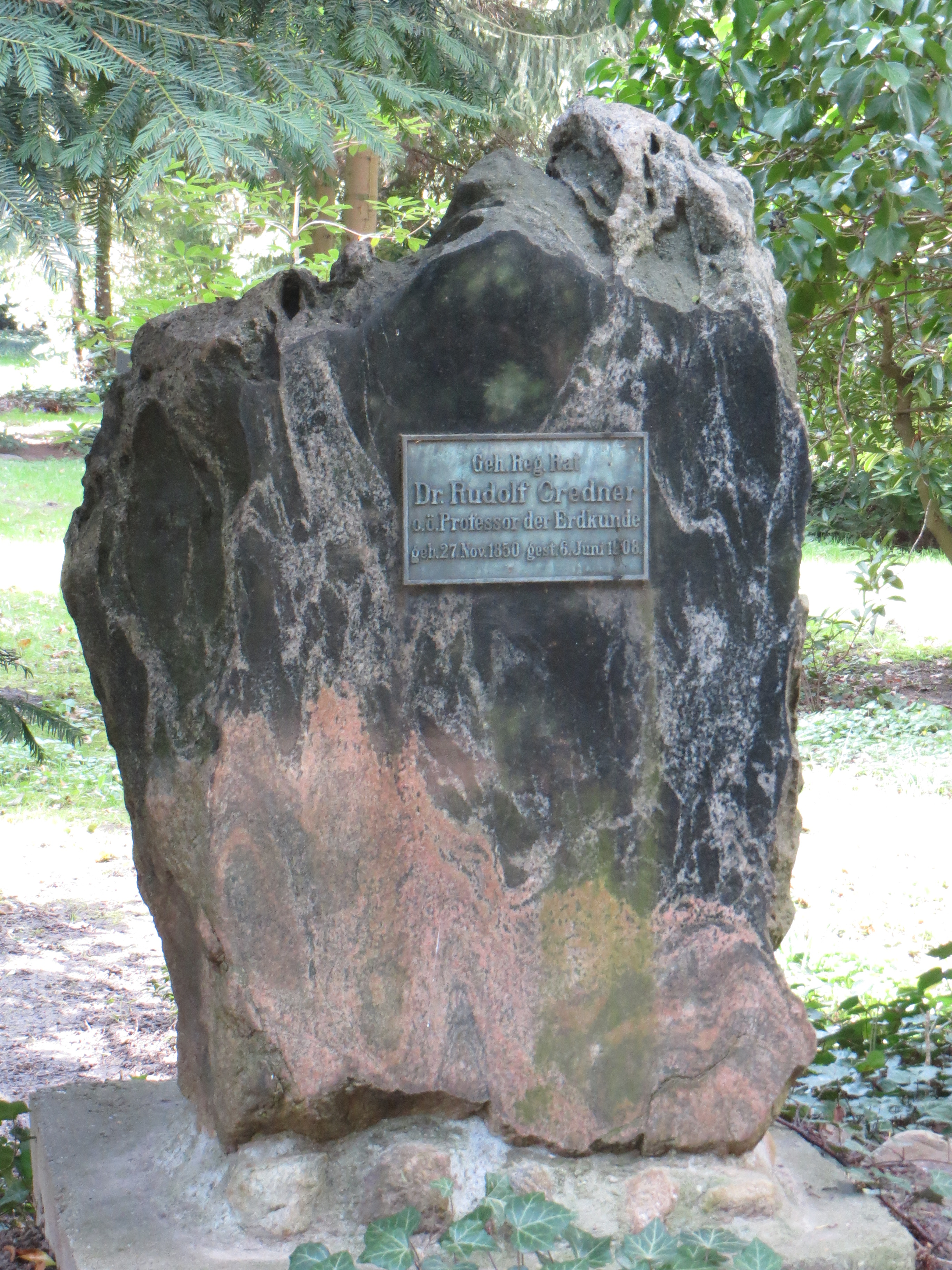
Grab Rudolf Credner (2014)

Rudolf Credner starb 1908. Er wurde in einem Ehrengrab auf dem Alten Friedhof in Greifswald beigesetzt. In einer von ihm gestifteten Parkanlage (heute Credner-Anlage beim Tierpark in Greifswald) ließ die Geographische Gesellschaft ihm 1912 ein Denkmal setzen. 2006 wurde eine Straße in Greifswald nach Rudolf Credner benannt.

## Familie
Credner verheiratete sich am 8. August 1885 in Halle (Saale) mit Helene Luise Ziervogel (* 27. Januar 1866 in Staßfurt), der Tochter des Bergwerksbesitzers in Staßfurt Leopold Wilhelm Ziervogel (* 8. April 1834 in Gottesbelobungshütte bei Mansfeld; † 5. Dezember 1896 in Halle/Saale) und dessen Frau Marie Luise Lücke (* 26. Oktober 1846 in Staßfurt; † 29. Mai 1904 in Halle/Saale). Aus der Ehe stammen Kinder. Von diesen kennt man:
1. Tochter Anna Luise Lotte Credner (* 14. August 1886 in Greifswald) ⚭ 12. Oktober 1906 in Greifswald mit kaiserlichen Fregattenkapitän in Flensburg Hans Leonhard Wendt (* 27. Juli 1876 in Jena)
2. Sohn Wilhelm Karl Heinrich Credner (* 27. März 1889 in Greifswald), Kaufmann in Berlin, ⚭ 24. August 1923 in Duisburg-Meiderich mit Herta Helene Karoline Nölken (* 22. September 1902 in Niederdorf bei Geldern), Tochter des Fabrikanten Paul Nölken (* 4. Januar 1874 in Niederdorf; † 10. Oktober 1915 ebenda) und dessen Frau Emma Hasenkämper (* 1. April 1876 in Velbert am Rhein)
3. Sohn Wilhelm Georg Rudolf Credner (* 23. Dezember 1892 in Greifswald; † 13. Oktober 1948 in München) ⚭ 15. April 1933 in Hamburg mit Hedwig Lewek (* 30. März 1902 in Hamburg; † 26. Oktober 1952 in München), Dr. phil., die Tochter des Hamburger Arztes Theodor Lewek (* 18. Februar 1864 in Hamburg;) und dessen Frau Helene Haartje (* 10. November 1867 in Ütersen;)
4. Tochter Anneliese Hedwig Credner (* 3. März 1895 in Greifswald), ⚭ 13. Mai 1916 in Greifswald mit dem Arzt in Lübeck Franz Heinrich Karl Gahrmann (* 4. Mai 1882 in Greifswald)

## Schriften
- Ceratites fastigatus und Salenia texana. In: Zeitschrift für die gesamte Naturwissenschaft. Band 46 (N.F. 12) 1875, S. 105–115.
- Das Grünschiefersystem von Hainichen im Königreich Sachsen. Dissertation, Halle 1876.
- Die Deltas: ihre Morphologie, geographische Verbreitung und Entstehungsbedingungen. Habilitationsschrift, Halle 1878.
- Die Reliktseen. 1888.
- Rügen: Eine Inselstudie. 1893.
- Orographische Übersichtskarte der Insel Rügen. Wagner & Debes, Leipzig 1903.
- Beiträge zur Landeskunde von Pommern. Greifswald 1906.